# 石抹庫禄満
石抹 庫禄満（せきまつ くろくまん、生没年不詳）は、モンゴル帝国に仕えた契丹人の一人。

## 概要
石抹庫禄満は早くから金朝を見限りモンゴル帝国に仕えた石抹エセンの子の石抹査剌の息子で、父が亡くなった後にその地位を継いだ。しかし、中統3年（1262年）に李璮の乱が起こると叛乱討伐のため出陣したが、その中で流れ矢に当たり戦死してしまった。
庫禄満の死後は息子の石抹良輔が跡を継ぎ、黒軍総管となった。至元17年（1280年）、昭毅大将軍・沿海副都元帥、至元21年（1284年）に沿海上副万戸の位を拝命していた。大徳11年（1307年）、老いを理由に引退し息子の石抹継祖が跡を継いでトゥメン（万人隊長）となった。